# Terminal 1 (CDGVAL)
Terminal 1 est une station de la ligne de métro automatique CDGVAL.

## La station
Ouverte le 4 avril 2007, elle donne accès au terminal 1 de l'aéroport de Roissy-Charles-de-Gaulle. Cette station est le terminus Ouest de la ligne CDGVAL.